# Marios Athanasiadis
Marios Athanasiadis (* 31. Oktober 1986 in Nikosia) ist ein zyprischer Radrennfahrer.

## Sportliche Laufbahn
Athanasiadis wurde achtmal zypriotischer Meister der Elite im Mountainbike Cross Country. Er vertrat sein Land in dieser Disziplin bei den Olympischen Spielen 2012 und belegte dort den 40. Platz. Bei den Spielen der kleinen Staaten von Europa gewann Athanasiadis im Cross Country-Wettbewerb 2005 die Bronzemedaille, 2009 die Goldmedaille und 2011, sowie 2013 jeweils die Silbermedaille.
Im Straßenradsport wurde Athanasiadis viermal Landesmeister, je zweimal im Straßenrennen und im Einzelzeitfahren. International fuhr 2008 für das zyprische Continental Team A-Style Somn, konnte aber keine internationalen Erfolge erzielen. 2018 beendete er seine Radsportlaufbahn.

## Erfolge
| 2003 - Zyprischer Meister – Cross Country (Junioren) 2004 - Zyprischer Meister – Cross Country 2006 - Zyprischer Meister – Cross Country 2008 - Zyprischer Meister – Cross Country 2009 - Zyprischer Meister – Cross Country - Spiele der kleinen Staaten von Europa – Cross Country 2010 - Zyprischer Meister – Cross Country 2012 - Zyprischer Meister – Cross Country 2014 - Zyprischer Meister – Cross Country | 2011 - Zyprischer Meister – Straßenrennen 2012 - Zyprischer Meister – Einzelzeitfahren 2013 - Zyprischer Meister – Einzelzeitfahren - Zyprischer Meister – Straßenrennen |

## Teams
- 2004–2007 BikinʼCyprus International MTB Team
- 2008 A-Style Somn